# Wereldkampioenschap schaatsen allround vrouwen 1993
Het vierenvijftigste Wereldkampioenschap schaatsen allround voor vrouwen werd op 6 en 7 februari 1993 verreden in het Sportforum Hohenschönhausen
 in Berlijn, Duitsland. Het was het derde WK Allround in Duitsland, na Inzell (West-, 1982) en Karl-Marx-Stadt (Oost-, 1983). Het was na het WK van 1990 (Calgary) en 1992 (Heerenveen) het derde overdekte allroundtoernooi.
Eenendertig schaatssters uit zestien landen, Duitsland (3), Japan (3), Nederland (3),  de Verenigde Staten (3), China (2), Italië (2), Noorwegen (2), Oostenrijk (2), Roemenië (2), Canada (1), Finland (1), Polen (1) en Zuid-Korea (1), Zweden (1) en voor het eerst, als opvolgers van de Sovjet-Unie, Rusland (3) en Kazachstan (1), namen eraan deel. Acht rijdsters debuteerden deze editie.
Gunda Niemann-Kleemann prolongeerde haar wereldtitel van 1992. Ze was de vierde vrouw, na Maria Isakova ('48-'49-'50), Atje Keulen-Deelstra ('72-'73-'74) en Karin Enke ('86-'87-'88) die drie jaar op rij de wereldtitel veroverde. Emese Hunyady werd, evenals in 1992, tweede. Heike Warnicke-Schalling stond voor de tweede keer op het erepodium, in 1991 werd ze tweede, dit jaar derde.
De Nederlandse afvaardiging bestond dit jaar uit, Carla Zijlstra en de debutanten Tina Huisman en Ingrid van der Voort. Carla Zijlstra veroverde op de 5000m een zilveren  medaille.
Seiko Hashimoto nam dit jaar voor dertiende maal deel aan het WK Allround, daarmee was zij de eerste vrouw die dit aantal bereikte.
Ook dit kampioenschap werd over de grote vierkamp,respectievelijk de 500m, 3000m,1500m, en 5000m, verreden.

## Afstandmedailles
| Afstand | Goud ·                 | Zilver ·                 | Brons ·                  |
| ------- | ---------------------- | ------------------------ | ------------------------ |
| 500m    | Ye Qiaobo              | Yu Seon-Hyi              | Emese Hunyady            |
| 3000m   | Gunda Niemann-Kleemann | Heike Warnicke-Schalling | Emese Hunyady            |
| 1500m   | Gunda Niemann-Kleemann | Emese Hunyady            | Heike Warnicke-Schalling |
| 5000m   | Gunda Niemann-Kleemann | Carla Zijlstra           | Heike Warnicke-Schalling |

## Klassement
| Rang   | Schaatsster               | Land             | Punten  | 500m           | 3000m          | 1500m        | 5000m        |
| ------ | ------------------------- | ---------------- | ------- | -------------- | -------------- | ------------ | ------------ |
| Goud   | Gunda Niemann-Kleemann    | Duitsland        | 172,441 | 41,80 (6)      | 4.23,15 (1)    | 2.06,60 (1)  | 7.25,83 (1)  |
| Zilver | Emese Hunyady             | Oostenrijk       | 174,113 | 41,31 (3)      | 4.26,59 (3)    | 2.06,67 (2)  | 7.41,49 (4)  |
| Brons  | Heike Warnicke-Schalling  | Duitsland        | 174,911 | 42,82 (16)     | 4.23,64 (2)    | 2.08,41 (3)  | 7.33,48 (3)  |
| 4      | Seiko Hashimoto           | Japan            | 176,855 | 42,02 (7)      | 4.33,57 (11)   | 2.08,94 (4)  | 7.42,60 (5)  |
| 5      | Mie Uehara                | Japan            | 178,313 | 42,58 (12)     | 4.31,11 (6)    | 2.10,79 (8)  | 7.49,52 (7)  |
| 6      | Mihaela Dascalu           | Roemenië         | 178,325 | 41,70 (5)      | 4.32,69 (9)    | 2.11,19 (9)  | 7.54,47 (9)  |
| 7      | Carla Zijlstra            | Nederland        | 178,524 | 44,09 (25)     | 4.30,56 (5)    | 2.12,31 (16) | 7.32,38 (2)  |
| 8      | Elena Belci-Dal Farra     | Italië           | 179,044 | 43,91 (23)     | 4.29,68 (4)    | 2.11,45 (11) | 7.43,72 (6)  |
| 9      | Claudia Pechstein         | Duitsland        | 179,439 | 42,89 (19)     | 4.32,60 (8)    | 2.12,40 (17) | 7.49,83 (8)  |
| 10     | Ljoedmila Prokasjeva      | Kazachstan       | 181,357 | 44,07 (24)     | 4.33,10 (10)   | 2.12,83 (21) | 7.54,95 (10) |
| 11     | Miki Ogasawara            | Japan            | 181,553 | 44,72 (29)     | 4.31,40 (7)    | 2.12,15 (15) | 7.55,50 (11) |
| 12     | Ye Qiaobo                 | China            | 183,824 | 40,41 (1)      | 4.43,63 (27)   | 2.10,76 (10) | 8.45,57 (12) |
| NC13   | Ewa Wasilewska-Borkowska  | Polen            | 132,484 | 42,30 (9)      | 4.37,43 (20)   | 2.11,84 (13) | -            |
| NC14   | Else Ragni Yttredal       | Noorwegen        | 132,505 | 42,47 (10)     | 4.36,45 (16)   | 2.11,88 (14) | -            |
| NC15   | Natalja Polozkova-Kozlova | Sovjet-Unie      | 132,551 | 42,19 (8)      | 4.39,61 (22)   | 2.11,28 (10) | -            |
| NC16   | Chantal Bailey            | Verenigde Staten | 132,576 | 42,61 (13)     | 4.36,62 (18)   | 2.11,59 (12) | -            |
| NC17   | Ingrid Liepa              | Canada           | 132,697 | 42,76 (15)     | 4.33,79 (12)   | 2.12,92 (23) | -            |
| NC18   | Emese Antal               | Oostenrijk       | 133,014 | 42,82 (16)     | 4.36,25 (15)   | 2.12,46 (18) | -            |
| NC19   | Cerasela Hodobetiu        | Roemenië         | 133,302 | 42,69 (14)     | 4.34,72 (13)   | 2.14,68 (25) | -            |
| NC20   | Svetlana Fedotkina        | Rusland          | 133,839 | 42,83 (18)     | 4.40,84 (24)   | 2.12,61 (19) | -            |
| NC21   | Ingrid van der Voort      | Nederland        | 133,994 | 43,43 (21)     | 4.37,63 (21)   | 2.12,88 (22) | -            |
| NC22   | Angela Zuckerman          | Verenigde Staten | 134,621 | 44,18 (26)     | 4.37,29 (19)   | 2.12,68 (20) | -            |
| NC23   | Yu Seon-Hyi               | Zuid-Korea       | 135,031 | 41,26 (2)      | 4.53,47 (28)   | 2.14,58 (26) | -            |
| NC24   | Tina Huisman              | Nederland        | 135,311 | 44,29 (27)     | 4.36,45 (16)   | 2.14,84 (29) | -            |
| NC25   | Tama Sundstrom            | Verenigde Staten | 136,371 | 43,72 (22)     | 4.43,61 (26)   | 2.16,15 (30) | -            |
| NC26   | Elisabetta Pizio          | Italië           | 136,821 | 44,71 (28)     | 4.43,49 (25)   | 2.14,59 (27) | -            |
| NC27   | Xue Ruihong               | China            | 137,053 | 41,60 (4)      | 4.58,70 (29)   | 2.17,01 (31) | -            |
| NC28   | Jasmine Krohn             | Zweden           | 139,788 | 43,30 (20)     | 5.17,61 * (30) | 2.10,66 (6)  | -            |
| NC29   | Outi Ylä-Sulkava          | Finland          | 145,735 | 54,18 (30)     | 4.39,69 (13)   | 2.14,82 (28) | -            |
| NC30   | Anette Tønsberg           | Noorwegen        | 160,053 | 1.09,41 * (31) | 4.35,12 (14)   | 2.14,37 (24) | -            |
| -      | Svetlana Bazjanova        | Rusland          | 85,986  | 42,56 (11)     | Diskw.         | 2.10,28 (5)  | -            |

* = met val
NC = niet gekwalificeerd
NF = niet gefinisht
NS = niet gestart
DQ = gediskwalificeerd
Vet gezet = kampioenschapsrecord